# Alpha1 Canum Venaticorum
Título a ser usado para criar uma ligação interna é Alpha1 Canum Venaticorum.
Alpha1 Canum Venaticorum (12 Canum Venaticorum) é uma estrela dupla na direção da constelação de Canes Venatici. Possui uma ascensão reta de 12h 56m 00.60s e uma declinação de +38° 18′ 52.9″. Sua magnitude aparente é igual a 5.61. Considerando sua distância de 82 anos-luz em relação à Terra, sua magnitude absoluta é igual a 3.62. Pertence à classe espectral F0V.